# Мост Ахмата Кадырова
Мост Ахмата Кадырова — автодорожный металлический балочный мост через Дудергофский канал в Красносельском районе Санкт-Петербурга, связывающий микрорайон Балтийская жемчужина с остальной частью Юго-Запада.

## Расположение
Расположен в створе проспекта Героев. Мост соединил участок проспекта Героев от улицы Адмирала Черокова до Дудергофского канала с правым берегом (у пересечения ул. Маршала Захарова и пр. Героев) и обеспечил выход автотранспорта от района «Балтийской жемчужины» к Ленинскому проспекту.
Выше по течению находится безымянный вантовый мост-теплопровод.
Ближайшие станции метрополитена — «Автово», «Ленинский проспект», «Проспект Ветеранов».

## Название
Первоначально переправа носила проектное название мост в створе проспекта Героев. Топонимическая комиссия Санкт-Петербурга планировала присвоить названия всем новым объектам в районе после ввода в эксплуатацию оставшихся переправ. Ожидалось, что имя моста поддержит морскую тему, выбранную для топонимов в районе «Балтийской жемчужины».
Указ губернатора о присвоении мосту в створе проспекта Героев имени первого президента Чеченской Республики Ахмата Кадырова был подписан 15 июня 2016 года и закрепил вариант, ранее рекомендованный Топонимической комиссией. Дискуссия вокруг названия моста вызвала широкий общественный резонанс.

### Решение Топонимической комиссии
В декабре 2014 года депутат ЗакСа Виталий Милонов предложил присвоить одной из петербургских улиц имя первого президента Чечни Ахмата Кадырова, однако тогда правительство города и губернатор Георгий Полтавченко отвергли предложение, отметив, что Кадыров «не принимал непосредственного участия в жизни Петербурга».
25 апреля 2016 года на заседании Топонимической комиссии Павел Скрелин впервые озвучил предложение назвать мост в честь Ахмата Кадырова, но окончательный выбор имени перенесли на осень. Предложение было сделано на основе инициативы назвать один из безымянных мостов через реку Дудергофку именем Кадырова, с которой выступили общественные организации «Милосердие», «Невские берега» и спортивное движение «Сильная Россия».
«Коммерсантъ» отмечал, что по крайней мере одна организация — РОО «Милосердие» — аффилирована с администрацией города. Среди обратившихся с подобным ходатайством к вице-губернатору Владимиру Кириллову были директор Института истории СПбГУ Абдулла Даудов, глава Санкт-Петербургского дома национальностей Сергей Земсков и участник двух чеченских войн и Герой России Геннадий Фоменко, подписавший его от имени возглавляемой им межрегиональной общественной организации «Совет Героев Советского Союза, Героев Российской Федерации и полных кавалеров ордена Славы Санкт-Петербурга и Ленинградской области».
В мае 2016 года состоялась первая попытка рассмотреть вопрос об имени моста, но члены Топонимической комиссии высказались против. Через неделю, 30 мая 2016 года, во время внеочередного закрытого заседания, на котором присутствовали 17 из 24 членов комиссии, губернатору Полтавченко было рекомендовано присвоить мосту имя Ахмата Кадырова.
На поимённом голосовании «ЗА» высказались 5 членов комиссии, против — 11. На последовавшем тайном голосовании, предложенном Г. Агановой, в пользу этого варианта высказались 9 человек, 6 голосовали против и 2 воздержались. Накануне заседания «Фонтанка.ру» сообщала, что членов комиссии убеждают голосовать «ЗА» — глава комитета по культуре К. Сухенко и вице-губернатор В. Кириллов; позднее чиновники подтвердили данные издания. По словам присутствовавшего на заседании депутата заксобрания Бориса Вишневского, оба чиновника проталкивали решение по «мосту Кадырова» и во время заседания.

#### Реакция на решение Комиссии
«Считаем, что принятие подобных решений может в значительной мере накалить социальные, межнациональные и религиозные отношения в Санкт-Петербурге. Просим Вас воздержаться от принятия окончательного решения о присвоении мосту в Красносельском районе или иному городскому объекту имени Ахмата Кадырова»
Первым в городе на подобное решение отреагировала организация «Петербургское Молодёжное Яблоко», разместив на конструкции моста таблички с альтернативными для него названиями.

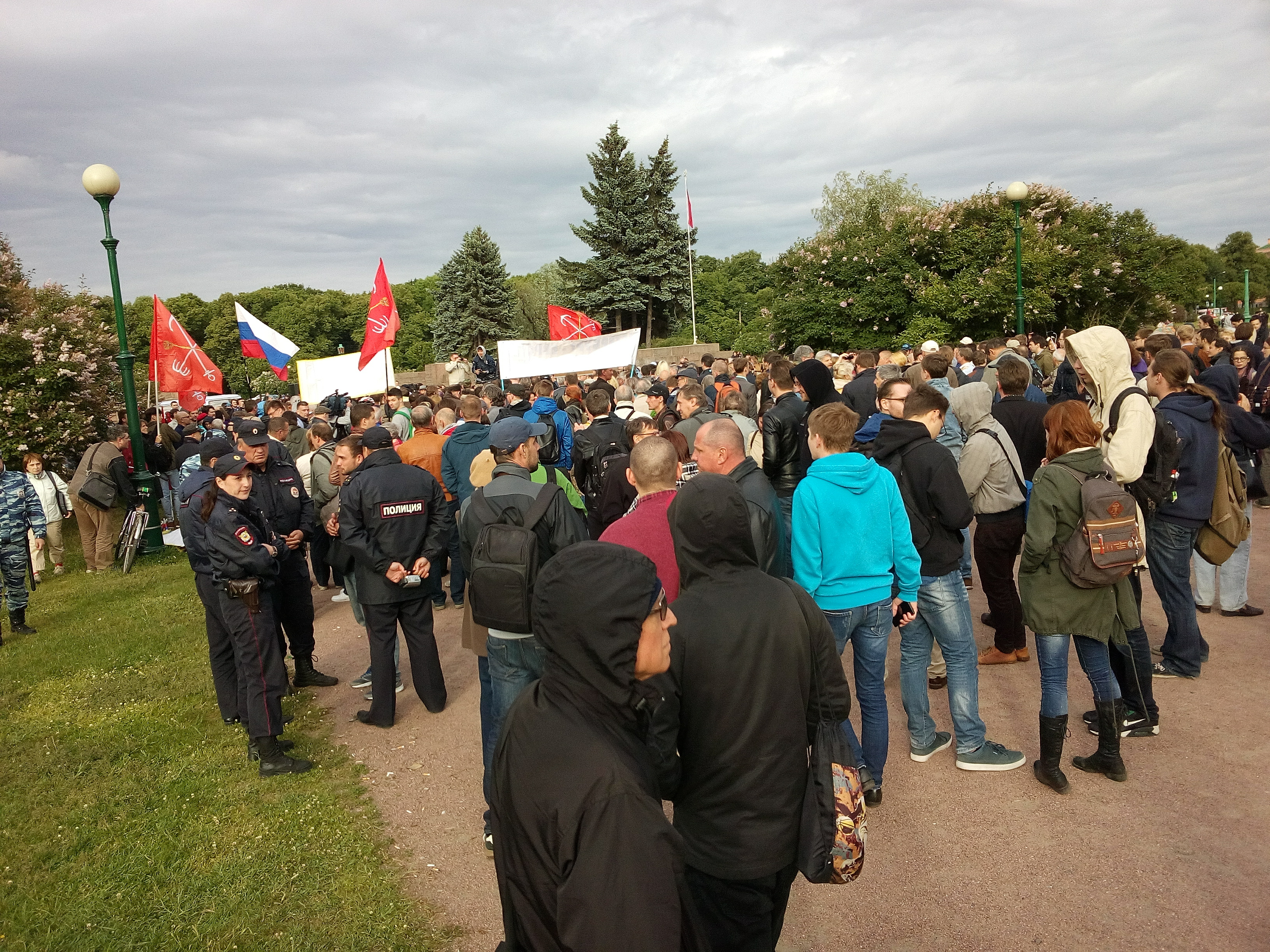
Начало митинга на Марсовом поле. 6 июня 2016 года.

Ещё 30 мая группа петербургских депутатов направила обращение губернатору не поддерживать предложение комиссии, а депутат ЗакСа М. Резник внёс проект постановления о недоверии вице-губернатору Владимиру Кириллову. В свою очередь, пресс-секретарь главы Чечни Альви Каримов назвал решение комиссии «правильным и справедливым», а В. Милонов обвинил противников моста Ахмата Кадырова в самопиаре и разжигании межнациональной розни.
8 июня инициативная группа из 26 политиков и общественных деятелей, в числе которых М. Амосов, А. Кобринский, А. Сокуров, Е. Истомин, подала заявку на проведение городского референдума по трём вопросам: один посвящён названию моста, остальные касались процедурных вопросов и прав топонимической комиссии. 5 сентября Горизбирком удовлетворил заявку на проведение референдума, до того дважды отказывая по формальным основаниям.
Созданная в день голосования петиция на Change.org «Добьемся отмены переименовывания моста в Санкт-Петербурге в честь Кадырова» набрала в итоге 102 565 подписей. Последующий месяц был отмечен несколькими протестными акциями: 31 мая у моста прошёл стихийный митинг; в тот же день «Открытая Россия» «переименовала» Невский проспект в «проспект Рамзана Кадырова», а набережную реки Фонтанки — в «набережную реки Терек»; в ночь на 9 июня рядом с мостом разместили граффити с изображением Юрия Буданова; 18 июня на мосту неизвестные вывесили баннер с цитатой Ахмата Кадырова «Убивайте столько русских, сколько сможете!»; 23 июня активисты «Солидарности» вывесили табличку с надписью «мост снайпера Идрисова» в честь участника Великой Отечественной войны Абухаджи Идрисова.
6 июня на Марсовом поле прошёл согласованный администрацией Санкт-Петербурга митинг против наименования моста именем Ахмата Кадырова. Заявителями выступили депутаты ЗакСа О. Галкина и М. Резник. Полиция оценила число присутствовавших в 350 человек, организаторы называли цифру до 2 тысяч митингующих.
В ходе митинга было собрано около 1400 подписей под обращением к губернатору не присваивать мосту предложенное комиссией имя. 8 июня против рассмотрения документа выступили депутаты В. Милонов и А. Кривенченко и предложили проверить реальность собранных к тому моменту почти 80 тысяч подписей на Change.org. 10 июня депутаты Резник и Галкина получили юридическое заключение на обращение к губернатору и планировали рассмотреть вопрос в парламенте 15 июля. Однако попытка провалилась: сперва спикер ЗакСа В. Макаров выключил микрофон М. Резнику, когда тот заявлял обращение, а затем лишь 12 депутатов поддержали включение вопроса в повестку заседания.

### Утверждение названия
15 июня 2016 года губернатор Полтавченко подписал постановление о присвоении мосту через Дудергофский канал имени Ахмата Кадырова, официально о решении было объявлено на следующий день.

«Санкт-Петербург — это часть России, второй город страны. А Россия помнит и чтит всех своих героев. Наша страна не делит героев по национальной принадлежности. Никогда не делила и делить не будет. В этом суть нашего многонационального единства. Имя каждого героя страны имеет право на увековечивание в городах страны. И это не нарушает традиций Санкт-Петербурга, а, наоборот, подчёркивает наше уважение к истории России и роли личности в истории»
— А. Кибитов, пресс-секретарь губернатора Санкт-Петербурга
В ответ на решение губернатора несколько городских депутатов заявляли о планах обжаловать в суде как его постановление, так и итоги заседания топонимической комиссии. Четыре члена Топонимической комиссии — историки А. Рыжков, С. Басов, А. Владимирович и А. Марголис — в знак протеста заявили о выходе из её состава.
Для чеченцев, в связи с полученным названием, мост, по мнению издания «Фонтанка.ру», стал одним из наиболее почитаемых и посещаемых мест Петербурга.

### Вопрос о референдуме
5 сентября 2016 года Городская избирательная комиссия Санкт-Петербурга удовлетворила заявку партии «Яблоко» на проведение референдума по вопросу наименованию моста и других элементов улично-дорожной сети (за исключением автомобильных дорог федерального значения) и элементов планировочной структуры, расположенных на территории Санкт-Петербурга. До этого аналогичные заявки дважды отклонялись по формальным признакам. Обсуждение вопроса о референдуме было внесено в повестку дня на 9 ноября 2016 года, но в назначенный день было исключено из повестки по инициативе депутата Д. Четырбока.

## История
Строительство моста началось весной 2013 года. Застройщиком была компания «Балтийская жемчужина», дочернее общество китайской «Шанхайской заграничной объединённой инвестиционной компании», генпроектировщиком выступило ЗАО «Петербургские дороги», генподрядчиком — ЗАО «Трест „Ленмостострой“».
Первоначальный срок окончания работ был запланирован на осень 2014 года. Полностью объект был готов в июле 2015 года, однако затянулся процесс передачи моста городу. Мост был принят в эксплуатацию Госстройнадзором Петербурга 17 декабря 2015 года.
Помимо моста было построено 105 м подпорных стен и 430 м набережной.
Открытию моста предшествовало разрешение от 31 марта 2016 года на ввод в эксплуатацию примыкающего участка проспекта Героев. Торжественное открытие автомобильного движения по мосту состоялось 1 мая 2016 года.

## Конструкция
Мост трёхпролётный сталежелезобетонный балочный. Схема моста: 35 + 47 + 35 м. По факту мост состоит из двух коробчатых неразрезных сталежелезобетонных пролётных строений, не объединённых друг с другом. Железобетонная плита проезжей части включена в работу главных балок.
Устои и промежуточные опоры железобетонные на свайном основании. Общая длина моста составляет 122,3 м (150,75 м с подходами), подмостовой габарит — 3,2 м. Общая ширина моста — 44,71 м, в том числе проезжая часть 2×16 м и разделительная полоса шириной 5 м.
Мост предназначен для движения автотранспорта и пешеходов. Проезжая часть моста включает в себя 8 полос для движения автотранспорта (по 4 в каждую сторону). Покрытие проезжей части и тротуаров — асфальтобетон. Тротуары отделены от проезжей части стальным силовым ограждением барьерного типа. Перильное ограждение металлическое простого рисунка бестумбовое.
Архитектурное решение моста сильно отличается от расположенного рядом вантового моста-теплопровода, построенного в 2011 году. Различие в стилях объясняется тем, что в 2007 году — на этапе согласования генпроектировщиком архитектурного решения моста с комитетом по градостроительству и архитектуре — не было известно, что рядом появится вантовый мост совсем другой архитектуры.

## Фотогалерея

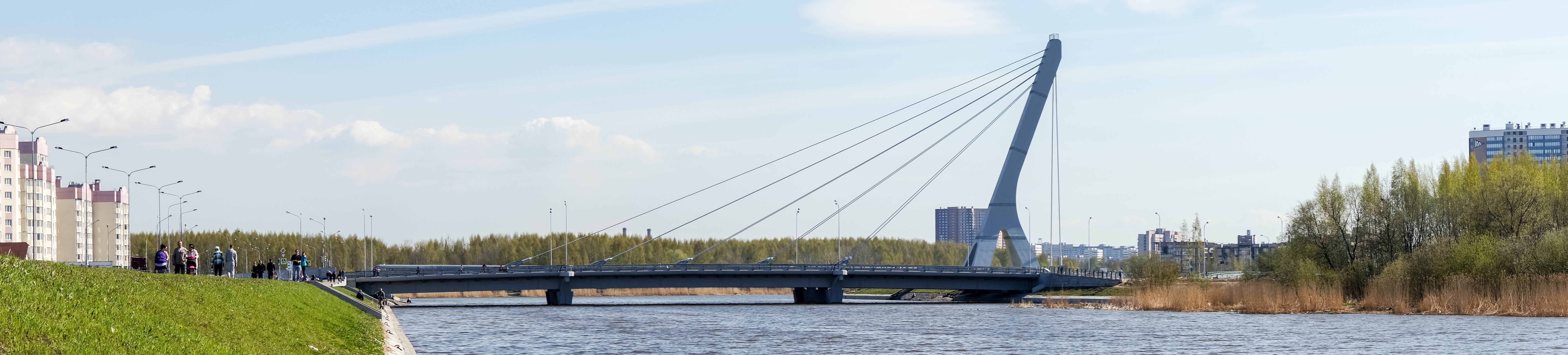
Панорама в мае 2016 года
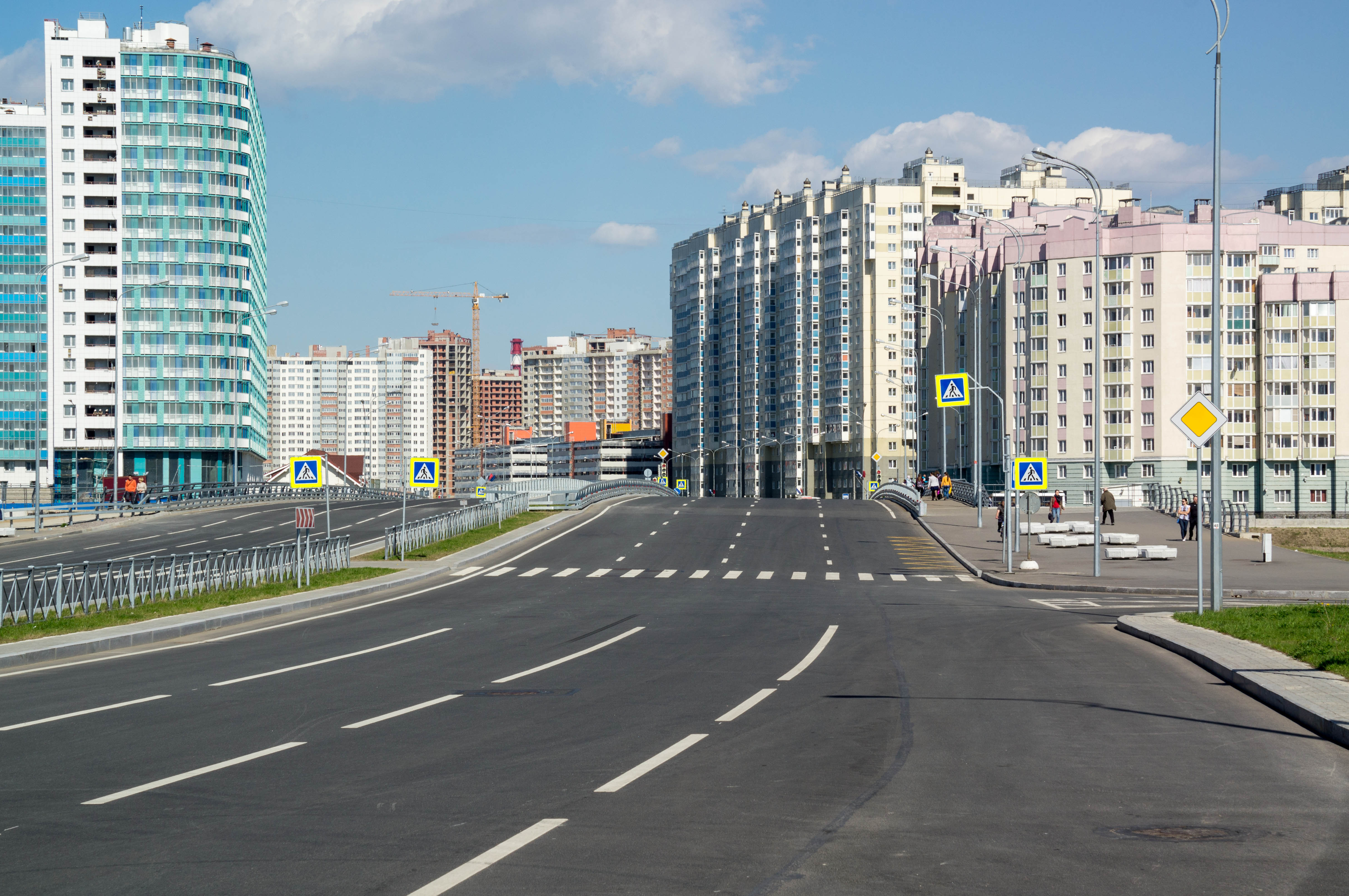
Вид на мост с проспекта Героев